# Юрченко Микола Олексійович
Мико́ла Олексі́йович Ю́рченко (2001—2022) — солдат збройних сил України, учасник російсько-української війни.

## Життєпис
Народився 16 травня 2001 року в Зноб-Новгородському Сумської області. Навчався в місцевій школі, потім у ДПТНЗ «Зноб-Новгородський ПАЛ».
У війську був стрільцем-санітаром.
Загинув 2 грудня 2022 року в селищі Білогорівка Луганської області.

## Нагороди
- Орден «За мужність» III ступеня[1].